# Berklee

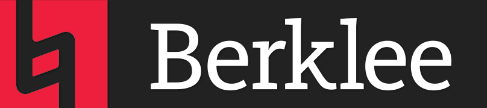
Logo von Berklee

Berklee ist eine private Hochschule in Boston, Massachusetts. Sie ist eine Dachorganisation für mehrere Institutionen, die Studiengänge in Musik und darstellender Kunst anbieten.

## Geschichte
Berklee entstand 2016 durch die Fusion des Berklee College of Music und des Boston Conservatory, das seitdem Boston Conservatory at Berklee heißt.
Roger H. Brown, langjähriger Leiter des Berklee College of Music, wurde der erste Präsident von Berklee, Richard Ortner, langjähriger Leiter des Boston Conservatory, wurde Vizepräsident. 2017 folgte Cathy Young, die damalige Leiterin der Tanz-Fakultät des Konservatoriums, Ortner als Leiterin des Boston Conservatory at Berklee und als Vizepräsidentin von Berklee nach.

## Institutionen
Die folgenden Institutionen sind unter dem Dach von Berklee vereint (in Klammern jeweils die Zahl der Studierenden im Herbst 2021):
- Boston Conservatory at Berklee[5] (860 Studierende), gegründet 1867, Konservatorium für Musik, Tanz und Theater
- Berklee College of Music[6] (4.945), gegründet 1945, College für Musik
- Berklee City Music[7], gegründet vor 1995, Anbieter von Ausbildungsmöglichkeiten für talentierte Jugendliche in unterversorgten Gemeinden
- Berklee Online[8] (1.895), gegründet 2002, Anbieter von Online-Studiengängen für Musik
- Berklee Valencia[9] (164), gegründet 2012, Berklee's erster internationaler Campus in Valencia, Spanien
- Berklee NYC[10] (79), gegründet 2017, Berklee's Campus in New York City

## Zahlen zu den Studierenden, den Dozenten und zum Vermögen
Im Herbst 2021 waren insgesamt 7.943 Studierende am Berklee College eingeschrieben. Davon strebten 7.177 (90,4 %) ihren ersten Studienabschluss an, sie waren also undergraduates. Von diesen waren 42 % weiblich und 58 % männlich; 6 % bezeichneten sich als asiatisch, 7 % als schwarz/afroamerikanisch, 12 % als Hispanic/Latino, 43 % als weiß und weitere 25 % kamen aus dem Ausland. 766 (9,6 %) arbeiteten auf einen weiteren Abschluss hin, sie waren graduates. Es lehrten 971 Dozenten an der Universität, davon 339 in Vollzeit und 632 in Teilzeit.
Der Wert des Stiftungsvermögens der Hochschule lag 2021 bei 446,6 Mio. US-Dollar und damit 32,0 % höher als im Jahr 2020, in dem es 338,4 Mio. US-Dollar betragen hatte.